# Iga Krefft
Iga Aleksandra Krefft, znana również pod pseudonimem scenicznym Ofelia (ur. 2 września 1995 w Gniewinie) – polska aktorka, piosenkarka, autorka tekstów i kompozytorka.

## Wykształcenie
Uczęszczała do szkoły muzycznej w Gdańsku oraz brała udział w warsztatach wokalno-aktorskich Gamma w Radomiu, gdzie ćwiczyła emisję głosu, dykcję, taniec i aktorstwo. W 2014 ukończyła 21 Społeczne Liceum Ogólnokształcące im. Jerzego Grotowskiego w Warszawie.

## Kariera aktorska
Zadebiutowała rolą Rezedy w musicalu Akademia Pana Kleksa w reżyserii Wojciecha Kępczyńskiego w warszawskim Teatrze Muzycznym „Roma” w 2007; w tym samym roku dołączyła do stałej obsady serialu TVP2 M jak miłość, w którym przez szesnaście lat wcielała się w rolę Urszuli Mostowiak. W latach 2010–2011 grała postać Agi w pierwszym polskim serialu Disney Channel Do dzwonka. Wystąpiła gościnnie w serialach Na Wspólnej, Diagnoza i Warszawianka, podłożyła głos postaciom trzech seriali oraz zagrała w filmach Sala Samobojców. Hejter (2020) i Piosenki o miłości (2021).

## Kariera muzyczna

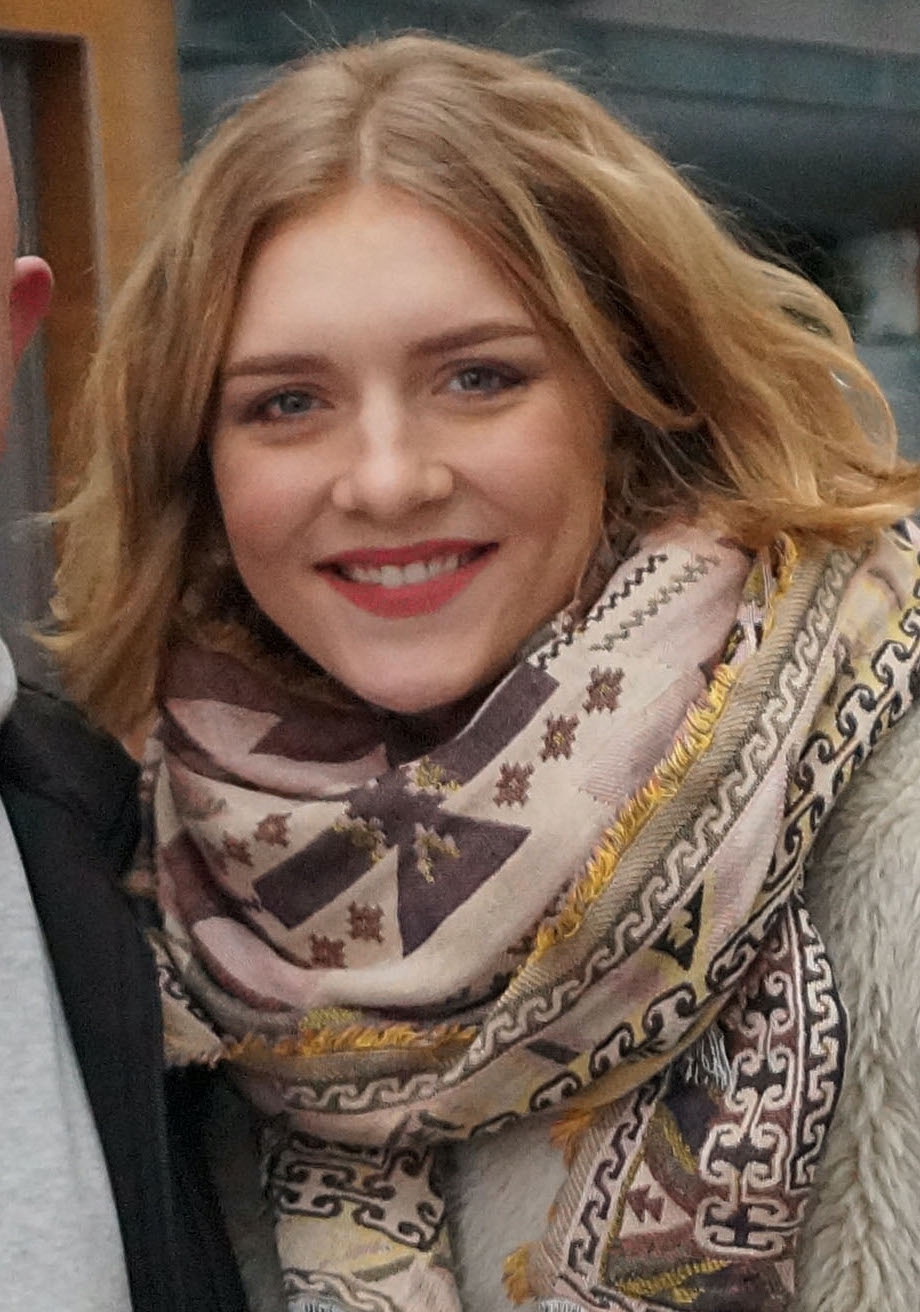
Iga Krefft (2017)

Dwukrotnie brała udział w programie telewizyjnym TVP1 Od przedszkola do Opola. W 2010 została finalistką muzycznego konkursu „Kaszubski Idol”. W 2011 wydała utwór „Ledac ce”, kaszubskojęzyczny cover piosenki grupy Kombi „Kochać cię – za późno”. W tym samym roku opublikowała świąteczną piosenkę „W oczach radość”. Jako nastolatka przyjęła pseudonim artystyczny Ofelia. Śpiewała w zespołach Mind Revision i Daisy and the Moon. W 2013 wraz z kompozytorem Yossarianem Malewskim nagrała utwór „Zaraz coś się stanie” i piosenkę „Pokoje hotelowe”, która promowała erotyczną powieść Ilony Felicjańskiej Wszystkie odcienie czerni.
W 2016 zaprezentowała nowy, dojrzalszy wizerunek i wydała EP-kę Ofelia, którą promowała singlami „New Year” i „Ofelia”. W tym samym roku nagrała z DJ-em Sovinsky’im piosenkę i teledysk „Nim spłoniemy”, zagrała koncerty w Nowym Jorku i Warszawie w ramach festiwalu Sofar Sounds oraz występowała jako support zespołu BeMy. Odbyła trasę koncertową „Ćmy” w 2017, a w 2018 zagrała koncert na miejskiej scenie Open’er Festival.
W listopadzie 2019 wydała debiutancki album pt. Ofelia, który promowała singlami: „Tu” i „Dwa słowa”. W marcu 2020 miała wyruszyć w trasę koncertową pt. „Księgi Ofeliowe”, jednak została ona odwołana z powodu pandemii COVID-19. W czerwcu tego samego roku wydała teledysk do utworu „To do pana”, który sama wyreżyserowała. W czerwcu 2021 opublikowała cyfrowo album koncertowy pt. Księgi Ofeliowe (Na żywo, 2020). Do końca roku wydała także dwa single, którymi zapowiadała swój drugi album: „Zakochana w bicie (Miranda)” i „Słony Kiss (Lisa)”, a także dała osiem występów w ramach trasy koncertowej pt. „Słona Trasa”. W 2022 wydała kolejne single: „Samuraj (Helena)”, „Ariwederczi (Samanta)” i „Bolesne kości (Tymoteusz)”. We wrześniu 2022 wydała album pt. 8, za który otrzymała tytuł Kobiety Roku „Glamour” w kategorii „Popkultura”. W listopadzie i grudniu odbyła klubową trasę koncertową „Na przypale albo wcale”, na której promowała album. W tym samym roku premierę miały także piosenki, w których gościnnie wystąpiła: „Nucę to od lat” Klaudii Szafrańskiej, „Planeta Róży” 2stego i „Chcesz to ze mną bądź” Tymka. W marcu 2023 opublikowała zremiksowaną przez Kubę Karasia wersję singla „Samuraj (Helena)”, a w grudniu tego samego roku miał premierę singel duetu Karaś/Rogucki „Houston” z gościnnym udziałem Ofelii. 
W 2024 wydała single: „Czas”, „Alerty RCB”, „Nigdy nie zakocham się” i „JSD” promujące jej trzecią płytę Crush. W tym samym roku zostały także wydane single nagrane wspólnie z Ofelią: „Im jesteś wyżej, tym Ciebie mniej” zespołu Noże, „Czikame” rapera Ment i „Twarze” duetu Koza/Molehead. W 2025 wydała singel „Simsy”.

## Pozostałe przedsięwzięcia
Była reporterką za kulisami drugiej edycji programu muzycznego TVP2 The Voice of Poland (2013) i uczestniczką jedenastej edycji programu rozrywkowego Polsatu Twoja twarz brzmi znajomo (2019). W 2022 była ambsadorką kampanii społecznej „She Moves Us” Pumy i „Czujesz Klimat?” Rossmanna.

## Filmografia
Filmy i seriale
- 2007–2023: M jak miłość jako Ula Jakubczyk-Lisiecka, adoptowana córka Hanki i Marka Mostowiaków
- 2010–2011: Do dzwonka jako Aga
- 2014: Na Wspólnej jako Kamila, koleżanka Elizy
- 2015: Get to my love jako kobieta
- 2017: Diagnoza jako Agnieszka Piekarska (odc. 5)
- 2020: Sala Samobojców. Hejter jako Maria Andrzejewska, znajoma Gabi
- 2021: Piosenki o miłości jako Antonina
- 2023: Warszawianka jako Laura Blask, dziewczyna Mostowicza (odc. 7–8)

Dubbing
- 2010: Taniec rządzi jako Abigail
- 2012: Szczury laboratoryjne jako Bree Davenport
- 2016: Szczury laboratoryjne: Jednostka elitarna jako Bree Davenport

## Dyskografia
Albumy studyjne
| Rok                                                     | Dane dot. albumu                                                                                   | Najwyższa pozycja na liście |
| Rok                                                     | Dane dot. albumu                                                                                   | POL                         |
| ------------------------------------------------------- | -------------------------------------------------------------------------------------------------- | --------------------------- |
| 2019                                                    | Ofelia - Wydany: 15 listopada 2019 - Wytwórnia: Warner Music Poland - Format: CD, digital download | –                           |
| 2022                                                    | 8 - Wydany: 2 września 2022 - Wytwórnia: Warner Music Poland - Format: CD, digital download        | 35                          |
| „–” oznacza, że album nie był notowany na danej liście. | |                             |

Albumy koncertowe
| Rok  | Dane dot. albumu |
| ---- | --- |
| 2021 | Księgi Ofeliowe (Na żywo, 2020) - Wydany: 8 czerwca 2021 - Wytwórnia: Warner Music Poland - Format: digital download |

Single
| Rok                                                      | Tytuł                                   | Najwyższa pozycja na liście | Album  |
| Rok                                                      | Tytuł                                   | UWM                         | Album  |
| -------------------------------------------------------- | --------------------------------------- | --------------------------- | ------ |
| 2016                                                     | „New Year”                              | –                           | –      |
| 2016                                                     | „Ofelia”                                | –                           | Ofelia |
| 2019                                                     | „Zaraz”                                 | –                           | Ofelia |
| 2019                                                     | „Tu”                                    | 21                          | Ofelia |
| 2020                                                     | „Dwa słowa”                             | –                           | Ofelia |
| 2020                                                     | „To do Pana”                            | –                           | Ofelia |
| 2021                                                     | „Zakochana w bicie (Miranda)”           | –                           | 8      |
| 2021                                                     | „Słony Kiss (Lisa)”                     | –                           | 8      |
| 2022                                                     | „Samuraj (Helena)”                      | –                           | 8      |
| 2022                                                     | „Ariwederczi (Samanta)”                 | –                           | 8      |
| 2022                                                     | „Bolesne kości (Tymoteusz)”             | –                           | 8      |
| 2023                                                     | „Samuraj (Helena)” (remix Kuby Karasia) | –                           | –      |
| 2024                                                     | „Czas”                                  | –                           | –      |
| 2024                                                     | „Alerty RCB”                            | –                           | Crush  |
| 2024                                                     | „Nigdy nie zakocham się”                | –                           | Crush  |
| 2024                                                     | „JSD”                                   | –                           | Crush  |
| 2025                                                     | „Simsy”                                 | –                           |        |
| „–” oznacza, że singel nie był notowany na danej liście. |                                         |                             |        |

Z gościnnym udziałem
| Rok  | Utwór                                                         | Album        |
| ---- | ------------------------------------------------------------- | ------------ |
| 2022 | „Nucę to od lat” (Klaudia Szafrańska, gościnnie: Ofelia)      | –            |
| 2022 | „Chcesz to ze mną bądź” (Tymek, gościnnie: Ofelia)            | –            |
| 2023 | „Houston” (Karaś/Rogucki, gościnnie: Ofelia)                  | Atlas Iskier |
| 2024 | „Im jesteś wyżej, tym Ciebie mniej” (Noże, gościnnie: Ofelia) | –            |
| 2024 | „Czikame” (MENT, gościnnie: Ofelia)                           | –            |
| 2024 | „Twarze” (Koza/Molehead, gościnnie: Ofelia)                   | –            |

Inne
| Rok  | Tytuł              | Uwagi                                    | Źródło |
| ---- | ------------------ | ---------------------------------------- | ------ |
| 2022 | 2sty – Mały Książę | gościnnie śpiew w utworze „Planeta Róży” | [ 19 ] |

## Trasy koncertowe
- 2017: Ćmy[8]
- 2021: Słona Trasa[13]
- 2022: Na przypale albo wcale[16]

## Nagrody i nominacje
| Rok  | Kategoria  | Tytułem | Nagroda/Konkurs        | Rezultat  | Źródło |
| ---- | ---------- | ------- | ---------------------- | --------- | ------ |
| 2022 | Popkultura | –       | Kobieta Roku „Glamour” | Wygrana   | [ 17 ] |
| 2023 | Muzyka     | 8       | Odkrycia Empiku 2022   | Nominacja | [ 34 ] |